# Jon Gregory (Filmeditor)
Jon Gregory (* 1943 oder 1944; † 9. September 2021) war ein britischer Filmeditor.
Er begann seine Tätigkeit im Film Ende der 1980er Jahre zunächst als Schnittassistent. Bis zuletzt 2018 war er an mehr als 40 Filmproduktionen beteiligt. Gregory war 1995 und 2009 für den British Academy Film Award in der Kategorie Bester Schnitt für seine Arbeiten an Mike Newell Vier Hochzeiten und ein Todesfall und Martin McDonagh Brügge sehen … und sterben? nominiert. Er war Mitglied der American Cinema Editors. Regisseure, mit denen er mehrfach zusammenarbeitete, waren Mike Leigh und Mike Newell.
Die Arbeit an Three Billboards Outside Ebbing, Missouri brachte ihm 2018 eine Oscar-Nominierung ein, eine weitere BAFTA-Film-Award-Nominierung und er wurde erneut für den Eddie nominiert. 2017 erhielt er hierfür den British Independent Film Award.
2018 wurde er in die Academy of Motion Picture Arts and Sciences berufen, die jährlich die Oscars vergibt. Gregory starb im Alter von 77 Jahren infolge einer kurzen, schweren Erkrankung.

## Filmografie (Auswahl)
- 1991: Life is Sweet
- 1993: Nackt (Naked)
- 1994: Vier Hochzeiten und ein Todesfall (Four Weddings and a Funeral)
- 1995: Eine sachliche Romanze (An Awfully Big Adventure)
- 1996: Lügen und Geheimnisse (Secrets & Lies)
- 1997: Donnie Brasco
- 1998: Wachgeküßt (Living Out Loud)
- 1999: Turbulenzen – und andere Katastrophen (Pushing Tin)
- 2000: Beautiful Creatures
- 2000: Deeply
- 2002: Killing Me Softly
- 2003: Gesetzlos – Die Geschichte des Ned Kelly (Ned Kelly)
- 2004: American Princess
- 2005: The Proposition – Tödliches Angebot (The Proposition)
- 2006: Penelope
- 2008: Brügge sehen … und sterben? (In Bruges)
- 2009: The Road
- 2010: Another Year
- 2011: In guten Händen (Hysteria)
- 2014: Mr. Turner – Meister des Lichts (Mr. Turner)
- 2015: Slow West
- 2017: Three Billboards Outside Ebbing, Missouri
- 2018: Peterloo